# Bangor (Wisconsin)
Bangor es una villa ubicada en el condado de La Crosse en el estado estadounidense de Wisconsin. En el Censo de 2010 tenía una población de 1.459 habitantes y una densidad poblacional de 459,48 personas por km².

## Geografía
Bangor se encuentra ubicada en las coordenadas 43°53′31″N 90°59′20″O / 43.89194, -90.98889. Según la Oficina del Censo de los Estados Unidos, Bangor tiene una superficie total de 3.18 km², de la cual 3.18 km² corresponden a tierra firme y (0%) 0 km² es agua.

## Demografía
Según el censo de 2010, había 1.459 personas residiendo en Bangor. La densidad de población era de 459,48 hab./km². De los 1.459 habitantes, Bangor estaba compuesto por el 97.74% blancos, el 0.48% eran afroamericanos, el 0.62% eran amerindios, el 0.21% eran asiáticos, el 0% eran isleños del Pacífico, el 0% eran de otras razas y el 0.96% pertenecían a dos o más razas. Del total de la población el 1.58% eran hispanos o latinos de cualquier raza.